# Klöverträs
Klöverträs es una localidad perteneciente al municipio de Luleå, condado de Norbotnia, provincia de Norbotnia, Suecia.

## Superficie
Cuenta con una superficie de 0,6400 kilómetros cuadrados.

## Demografía
Hasta 2020 la población era de 240 habitantes, con una densidad de población de 375,0 habitantes por kilómetro cuadrado. Con una estructura demográfica conformada por 120 hombres y mujeres que representan el 50% respectivamente de la población total. De estos, el 23,3% corresponden a menores de edad y personas de 0-19 años, 47,5% a personas entre 20-64 años y el 29,2% a personas de 65 o más años.
| Gráfica de evolución demográfica de Klöverträs entre 1990 y 2020 |
|                                                                  |
| Datos según la Oficina Central de Estadísticas de Suecia.        |